# Isobuttersäurebenzylester
Isobuttersäurebenzylester ist eine chemische Verbindung aus der Gruppe der Isobuttersäureester.

## Vorkommen
Isobuttersäurebenzylester wurde in Minze, Krauser Minze, Bier, Cherimoya (Annona Cherimolia Mill) und Passiflora edulis nachgewiesen.

## Gewinnung und Darstellung
Isobuttersäurebenzylester kann aus Benzylalkohol und Isobuttersäure oder durch Einwirkung von Aluminiumethylat auf eine Mischung aus Benzyl- und Butyraldehyden dargestellt werden. Die Verbindung kann auch durch Reaktion von Bleiisobutyrat mit Benzylchlorid gewonnen werden.

## Eigenschaften
Isobuttersäurebenzylester ist eine farblose Flüssigkeit. Sie hat einen frischen, blumigen, etwas jasminartigen, fruchtigen Geruch und einen süßen, erdbeerartigen Geschmack.

## Verwendung
Isobuttersäurebenzylester wird als Aromastoff verwendet.